# Ancyluris rubrofasciata
Ancyluris rubrofasciata är en fjärilsart som beskrevs av Percy I. Lathy 1932. Ancyluris rubrofasciata ingår i släktet Ancyluris och familjen Riodinidae. Inga underarter finns listade i Catalogue of Life.